# Coralls tabulats
Els corals tabulats (Tabulata) són un ordre extint d'antozous hexacoral·laris que visqueren durant gran part del Paleozoic; s'extingiren al final del Permià.

## Característiques

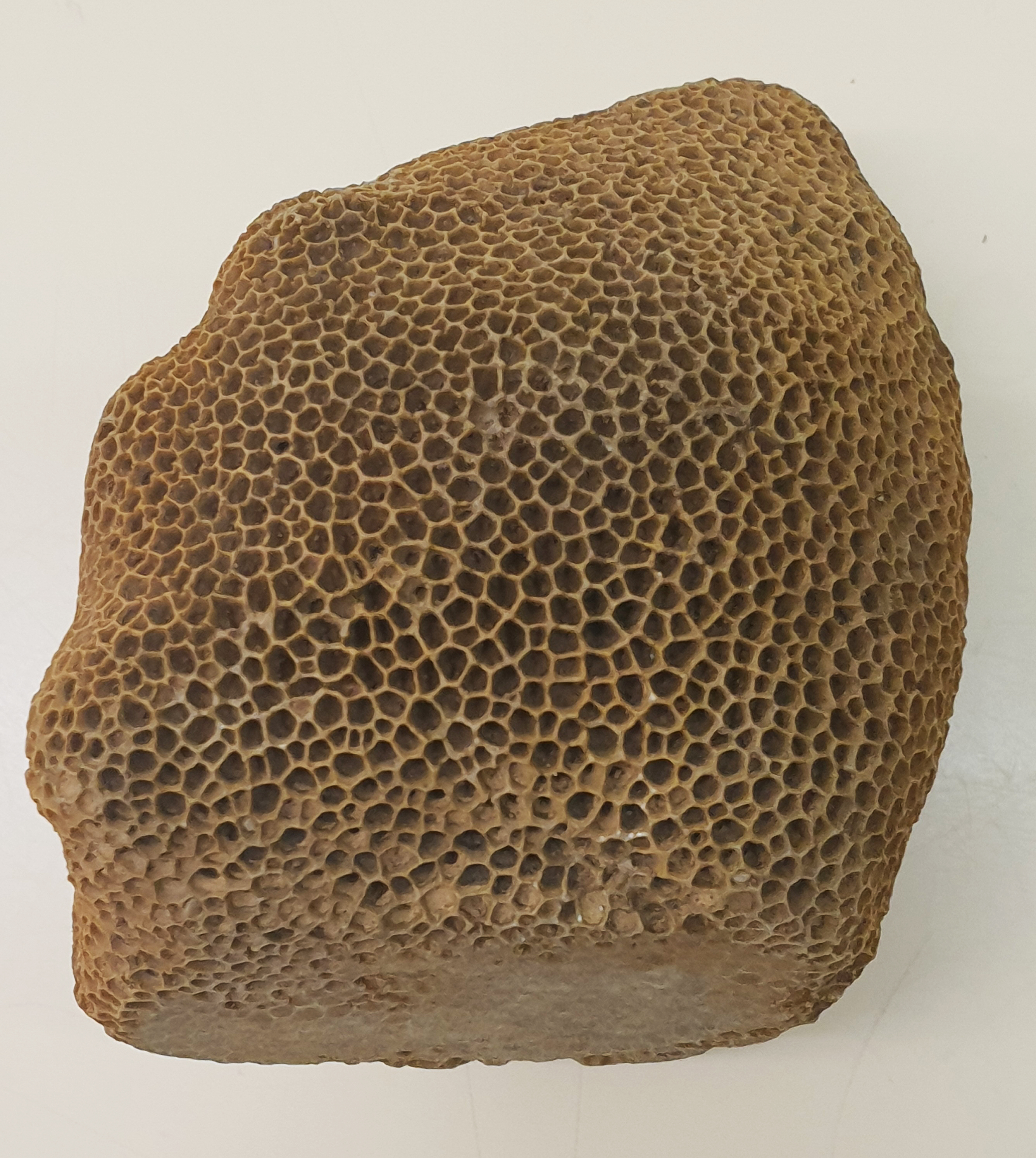
Corall tabulat / Devonià / Eiffel

Són gairebé sempre colonials, formant colònies d'individus de forma hexagonal (coralites) definides per un esquelet de calcita i similars en aparença a un rusc. Els individus adjacents de la colònia estan connectats per petits porus. La seva característica distintiva és la presència de particions horitzontals internes anomenades tàbules, i per l'absència de septes. En general, els coralls tabulats són més petits que els corals rugosos, però varien considerablement en forma, ja que poden ser plans, cònics o esfèrics.

## Història natural
Igual que els coralls rugosos, que visqueren la seva totalitat durant el Paleozoic, es coneixen des de l'Ordovicià al Permià. Amb Stromatoporida i els corals rugosos, els corals tabulats són característics de les aigües poc profundes des del Silurià al Devonià. El nivell del mar va augmentar en el Devonià i els corals tabulats es van convertir en molt menys comuns. Finalment, s'extingiren durant l'extinció massiva del Permià-Triàsic.